# Marasmius palmivorus
Marasmius palmivorus är en svampart som beskrevs av Sharples 1928. Marasmius palmivorus ingår i släktet Marasmius och familjen Marasmiaceae.   Inga underarter finns listade i Catalogue of Life.